# Kalklinbanan Lannafors–Latorpsbruk

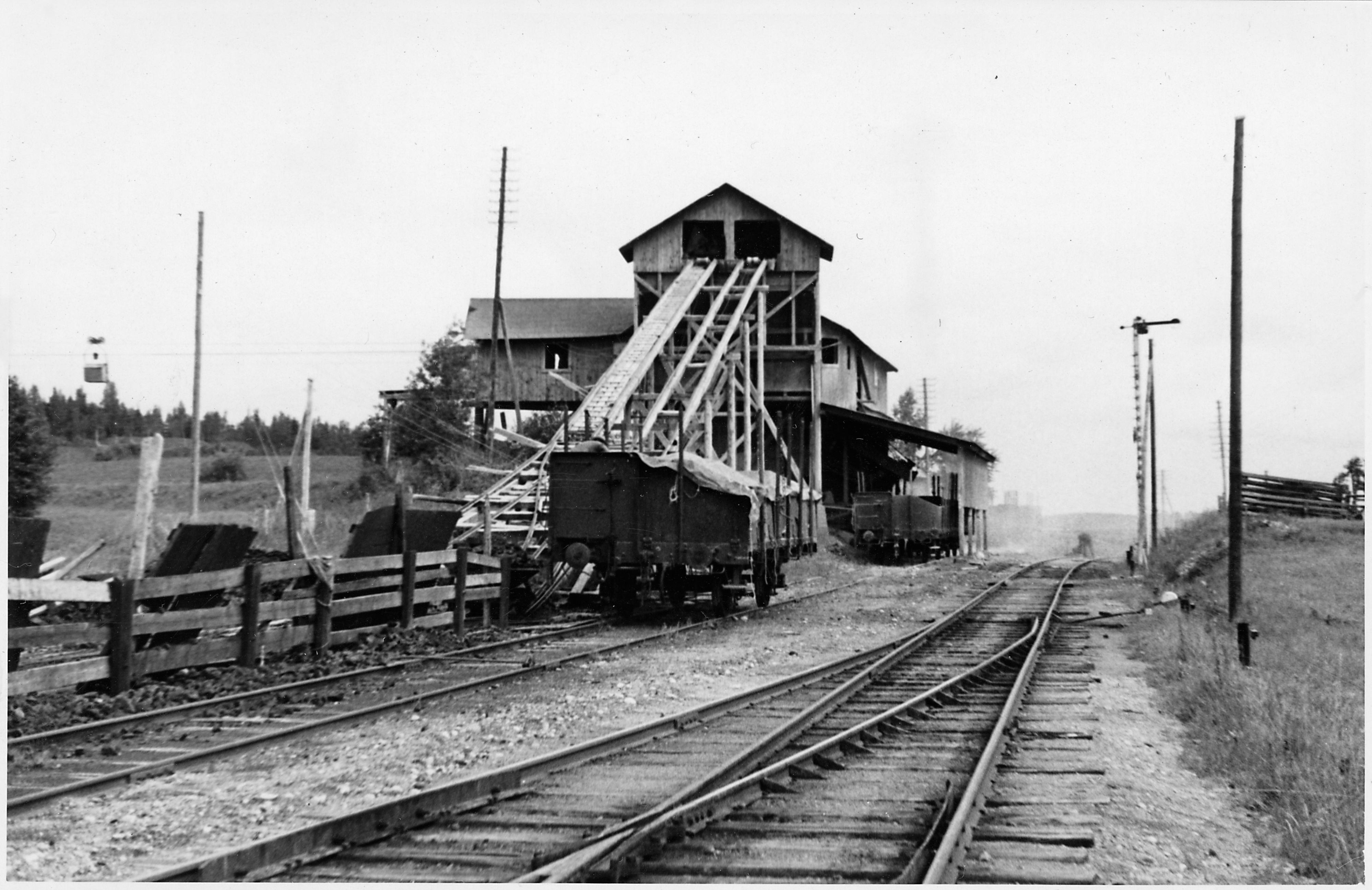
Latorpsbruks limstenskross intill Svartåbanan, från 1930-1939.

Kalklinbanan Lannafors–Latorpsbruk var under 1900-talets första hälft, en 5 km lång linbana för transport av kalk från Lannafors kalkbrott ner till limstenskrossen vid Latorpsbruk station väster om Örebro. Från Latorpsbruks station transporterades kalken vidare via Svartåbanan till Degerfors järnverk.